# Râul Lighidia
Râul Lighidia este un curs de apă, afluent al râului Nera. 